# Fogelstadgruppe

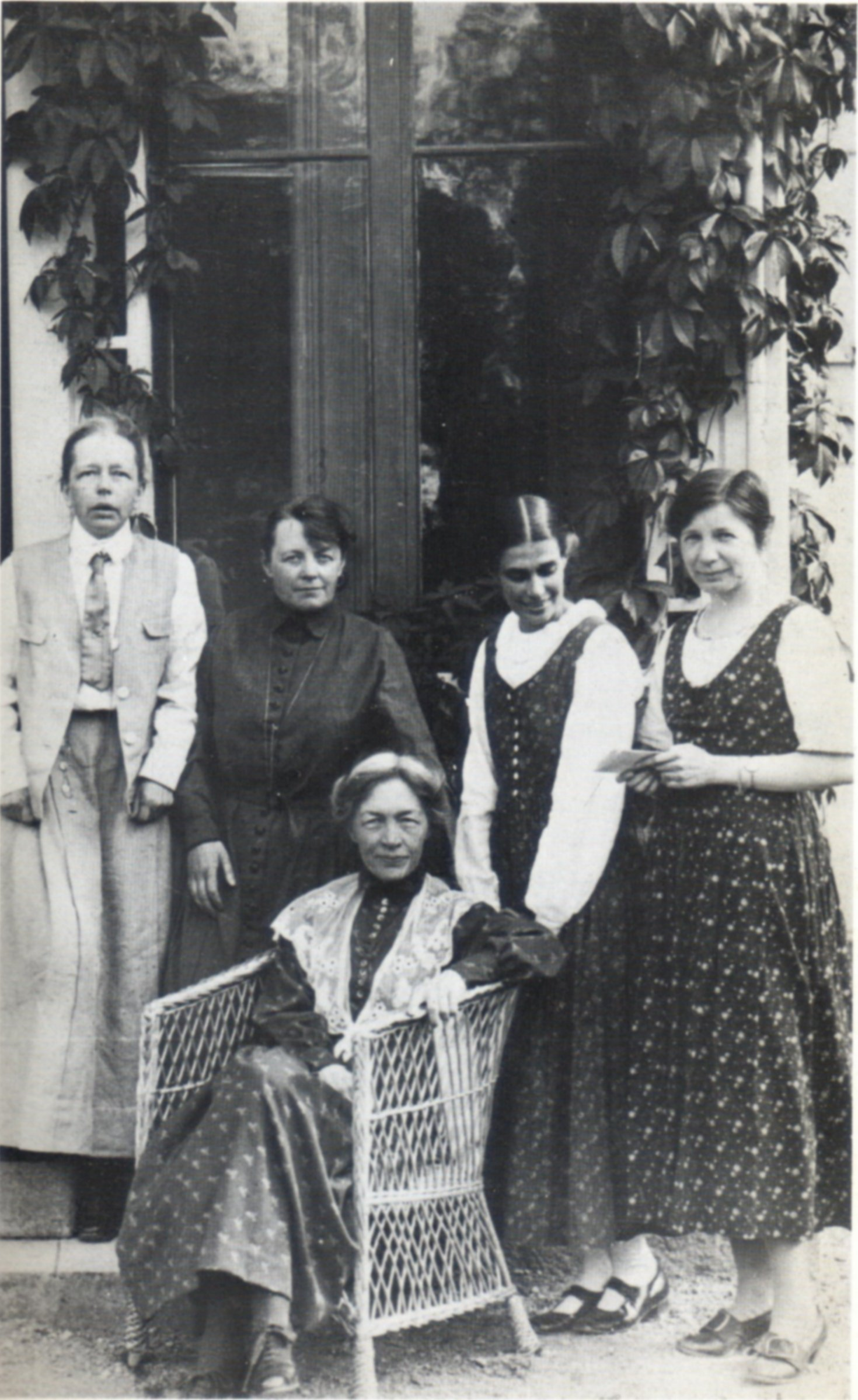
Die Fogelstadgruppe, 1920er Jahre.
Von links nach rechts: Elisabeth Tamm, Ada Nilsson, Honorine Hermelin und Elin Wägner; sitzend Kerstin Hesselgren.

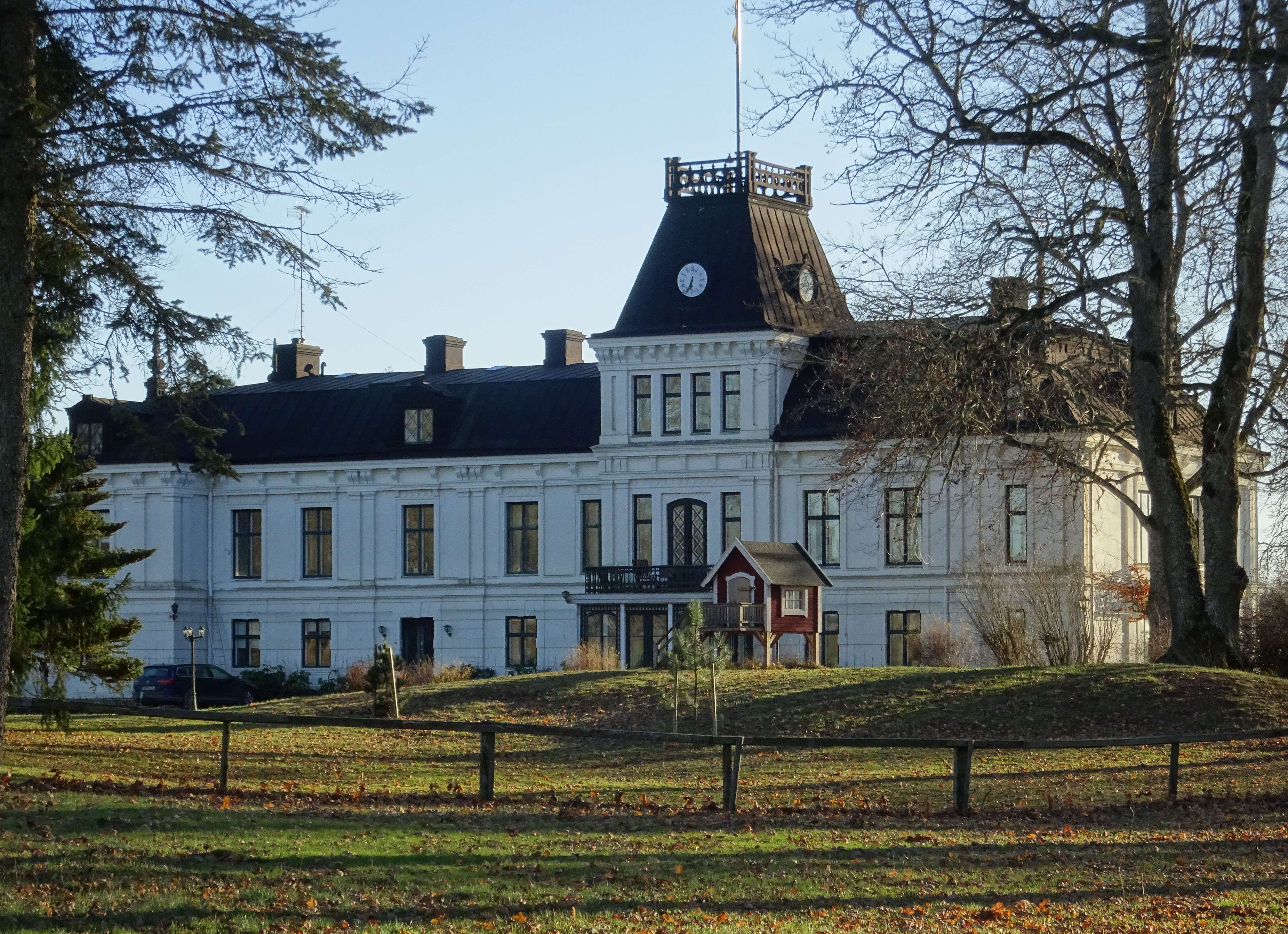
Schloss Fogelstad

Die Fogelstadgruppe, schwedisch Fogelstadgruppen war eine Vereinigung fünf bedeutender schwedischer Frauen, die sich politisch und sozial engagierten.

## Geschichte
Die Gruppe konstituierte sich 1921 auf dem Elisabeth Tamm gehörenden Schloss Fogelstad in der Gemeinde Katrineholm. Weitere Mitbegründerinnen waren Ada Nilsson, Honorine Hermelin, Kerstin Hesselgren, und Elin Wägner.
Wichtige Initiativen der Gruppe waren die Gründung einer bürgerlichen Frauenschule auf dem Gut Fogelstad, die bis in die 1950er Jahre bestand, sowie die Herausgabe der feministischen Wochenzeitschrift Tidevarvet (schwedisch Gezeitenwende), die von November 1923 bis Dezember 1936 erschien und als deren Chefredakteurin Ellen Hagen fungierte.
Die Assoziation war Mitglied des unabhängigen Frauenverbands Frisinnade kvinnors riksförbund (schwedisch Nationale Vereinigung Liberaler Frauen), ab 1931 bekannt als Svenska Kvinnors Vänsterförbund (schwedisch Schwedische Linke Frauenallianz).